# Battlefield 3
Battlefield 3 (с англ. — «Поле битвы 3») — компьютерная игра в жанре шутера от первого лица, разработанная студией EA Digital Illusions CE и изданная компанией Electronic Arts; одиннадцатая в серии Battlefield. Релиз игры для платформ ПК (ОС Windows Vista и Windows 7), PlayStation 3 и Xbox 360 состоялся в октябре 2011 года. Battlefield 3 — прямой сиквел к Battlefield 2, вышедшей в 2005 году.
В PC-версии максимальное количество игроков на одной карте составляет 64 игрока, что по мнению студии является оптимальным значением (видео с нарезками из игры с 64 игроками впервые показано в середине августа 2011 года), а в версиях для PlayStation 3 и Xbox 360 оптимальное количество игроков 24. На конец июня 2012 года было продано порядка 15 млн копий игры, не считая дополнений к ней.

## Сюжет
Американский морпех, Генри Блэкбёрн, на допросе в ЦРУ рассказывает агентам о человеке по имени Соломон и угрозе, которую он представляет для США. Ему обещают помочь, но Блэкбёрн должен сказать, откуда он знает о Соломоне.
История начинается в Ираке. Отряд Блэкбёрна получает приказ найти пропавший американский патруль в одном из районов небольшого городка в Сулеймании. Операция из поисковой превращается в боевую, когда отряд Блэкбёрна сталкивается с вооружёнными бойцами из иранской военной организации PLR (в русской версии игры — ССО). В одного из морских пехотинцев попадает снайпер, однако Блэкбёрну удаётся вытащить товарища с линии огня. После того, как морпехи уничтожают противника, раненого эвакуируют. Отряд Блэкбёрна находит пропавших солдат и запрашивают поддержку, в это время повстанцы переходят в наступление, однако им не удаётся продвинуться к рынку, морпехи начинают одерживать верх. В это время начинается сильнейшее землетрясение, которое практически полностью разрушает часть города и приводит к гибели множества людей. Блэкбёрн выживает. К месту катастрофы прибывают многочисленные отряды ССО, однако Блэкбёрну удаётся пробиться к точке эвакуации и покинуть опасную область. В день, когда произошло землетрясение, власть в Иране захватывает Фарук Аль-Башир, лидер ССО. Американское командование начинает военную операцию в Иране, цель которой — устранение диктатора.
Во время штурма Тегерана морпехами КМП США (операция «Гильотина»), отряд Блэкбёрна обнаруживает контейнер с ядерным оружием. Однако две секции из трёх оказались пусты. Американские войска в Тегеране начинают отступать под натиском иранской армии, на помощь пехоте отправляется танковый батальон. Один из танкистов, сержант Миллер, в ходе операции попадает в плен к Фаруку Аль-Баширу. Диктатор обвиняет американцев в нападении на независимое государство, после чего Миллера убивают. Морпехи начинают продвигаться к резиденции Аль-Башира, который после неудачной попытки побега попадает в плен к американцам. Аль-Башир умирает от полученных в ходе боя ран, перед смертью рассказав о Соломоне и его стороннике Кафарове. Выясняется, что азербайджанский торговец оружием, Амир Кафаров, незаконно продал Соломону три ядерных боеголовки. Одну из них американцы захватили в Тегеране, однако оставшиеся всё ещё представляют опасность. Охота за Кафаровым приводит к столкновению с российским десантом, который получает приказ закрыть долину «Гилад» и по возможности помочь отряду ГРУ захватить Кафарова. Первым до Кафарова добирается отряд российского спецназа ГРУ. Морпехи терпят тяжёлые потери в бою с российским десантом, а в результате авиаобстрела штурмовика Су-25 гибнут члены отряда Блэкбёрна — Кампо и Маткович. Однако Блэкбёрн выживает и ему удаётся добраться до виллы Кафарова, он встречает там Дмитрия. Дмитрий Маяковский рассказывает Блэку о Соломоне и трёх боеголовках, которые были украдены из России людьми Кафарова. Блэк решает поверить Дмитрию, но внезапно в комнату врывается капитан Коул. Чтобы помочь Дмитрию и спасти Нью-Йорк, Блэк убивает своего командира Коула (если не убивать, то Коул убивает Блэкбёрна). После чего оба отправляются в Париж и Нью-Йорк соответственно с целью захватить бомбы и предотвратить катастрофу.
Во время допроса, Блэкбёрн узнаёт о том, что Дмитрий не смог предотвратить взрыв бомбы в Париже, жертвами теракта стали 80 тысяч человек. Агенты не верят в историю, рассказанную Блэкбёрном. По их словам, Соломон является осведомителем ЦРУ и у Блэкбёрна нет прямых доказательств связи совершенных атак с Соломоном. Они уверены, что за террористическими действиями стоят русские, а Маяковский использовал Блэкбёрна для достижения своих целей. В комнату для допроса вводят ещё одного выжившего морпеха из отряда Блэкбёрна — Дэвида Монтеса, также закованного в наручники. Вместе им удаётся сбежать из участка, после чего морпехи разделяются. Блэкбёрн проникает в поезд, который должен доставить ядерное оружие в самое сердце Нью-Йорка. Поезд терпит крушение, однако Соломон выживает. Монтес угоняет полицейскую машину, на которой морпехи преследуют террориста. В результате дорожной аварии на Таймс-сквер машина с Соломоном переворачивается, однако тот вновь остаётся невредимым. Соломон стреляет в Монтеса, в плечо и тот теряет сознание, однако Блэкбёрн в схватке забивает насмерть террориста. Ядерная боеголовка в безопасности.
Игра заканчивается видеороликом. Дмитрий Маяковский сидит в комнате за столом и пишет предсмертную записку, в которой описывает последние недели своей жизни: встречу с Блэкбёрном, их попытку предотвратить теракт, а также облучение радиацией после взрыва бомбы в Париже. Дмитрий достаёт пистолет и заряжает его. Неожиданно раздаётся стук в дверь, в темноте слышен звук отведения затвора.

## Мультиплеер

### Классы персонажа
- Штурмовик (англ. Assault) — боец, сражающийся на передовой. Основное оружие — штурмовая винтовка. Также штурмовик должен обеспечивать медицинскую помощь другим бойцам, для чего ему выдаётся аптечка и дефибрилляторы.
- Инженер (англ. Engineer) — класс, тесно связанный с техникой. Основная задача — уничтожение вражеской и ремонт дружественной техники, а также разминирование вражеской взрывчатки. Основное оружие — автоматические карабины, ракетные установки.
- Поддержка (англ. Support) — оказывает помощь боеприпасами другим бойцам, ведёт интенсивный огонь на подавление, может устанавливать взрывчатку или использовать миномёт. Основное оружие — ручные пулемёты.
- Разведка (англ. Recon) — боец, занимающийся сбором данных о положении противника. Может использовать лазерную систему целеуказания, а также устанавливать мобильную точку возрождения для своего отряда. Основное оружие — снайперские винтовки.

## Дополнения

### Back to Karkand
| Сводный рейтинг       | Сводный рейтинг                           |
| Агрегатор             | Оценка                                    |
| --------------------- | ----------------------------------------- |
| GameRankings          | (PC) 80,80 % (PS3) 90,00 % (X360) 84,00 % |
| Metacritic            | (PC) 86/100 (PS3) 83/100 (X360) 83/100    |
| Иноязычные издания    |                                           |
| Издание               | Оценка                                    |
| Eurogamer             | 9/10                                      |
| GameSpy               | [ 12 ]                                    |
| Русскоязычные издания |                                           |
| Издание               | Оценка                                    |
| Absolute Games        | 75 %                                      |
| «Канобу»              | 8,8/10                                    |

Загружаемое дополнение (DLC) Back to Karkand («Возвращение в Карканд») содержит следующие элементы, портированые из игры Battlefield 2: 4 карты («Удар по Карканду», «Остров Уэйк», «Оманский залив», «Полуостров Шарки»), 10 видов оружия, 3 вида техники (3 машины и 1 истребитель).
Оно было анонсировано перед релизом игры и вышло 13 декабря 2011 для ПК и Xbox 360, а владельцы PlayStation 3 получили его неделей раньше. Стоило 15 долларов, но было бесплатным для купивших пакет Limited edition.

### Close Quarters
| Сводный рейтинг       | Сводный рейтинг                           |
| Агрегатор             | Оценка                                    |
| --------------------- | ----------------------------------------- |
| GameRankings          | (PC) 73,50 % (PS3) 80,80 % (X360) 76,60 % |
| Metacritic            | (PC) 73/100 (PS3) 73/100 (X360) 72/100    |
| Иноязычные издания    |                                           |
| Издание               | Оценка                                    |
| Eurogamer             | 7/10                                      |
| VideoGamer            | 7/10                                      |
| Русскоязычные издания |                                           |
| Издание               | Оценка                                    |
| Absolute Games        | 65 %                                      |
| «Канобу»              | 8/10                                      |

Второе дополнение Close Quarters («Тесные помещения») включает:
- 4 новые карты, ориентированные на пехотные бои[28]: Scrapmetal («Металлолом»), Operation 925 (Операция «Спасение»), Donya Fortress (Крепость «Донья»), Ziba Tower (Башня «Зиба»).
- 10 новых видов оружия, становящего доступным по мере выполнения определённых заданий.
- Новые режимы «Conquest Domination» и «Gun Master»(напоминает режим «Gun Game» из игры Counter-Strike). На картах этого набора нет режима «Штурм» (Rush).
- Количество игроков на одной карте уменьшено до 16[29][30].
- 5 новых жетонов и 10 новых достижений.

Оно вышло в июне 2012 года. Для premium-подписчиков: 4 июня для Playstation 3, 12 июня для Xbox 360 и ПК; для остальных игроков — 19 июня.

### Armored Kill
Дополнение Armored Kill («Бронированная смерть») ориентировано на масштабные бои с техникой. Содержит новые большие карты, включая самую большую карту в истории серии Battlefield: Death Valley (Долина смерти), Armored Shield (Операция «Щит»), Bandar Desert (Пустыня Бандар), Alborz Mountains (Горы Эльбурс). Набор не добавляет в игру оружия для пехоты, только новые единицы военной техники.
Вышло в сентябре 2012 года.

### Aftermath
Дополнение Aftermath («Последствия») включает: 4 новые карты: Azadi Palace (Дворец Азади), Epicenter (Эпицентр), Markaz Monolith (Массив Марказ), Talah Market (Рынок Талах); построенных на разрушенной землетрясением территории Тегерана, новое оружие, машины, задания и жетоны, новый режим игры, а также новый внешний вид для бойцов всех классов.
На одной из карт набора Aftermath обнаружено пасхальное яйцо: на крыше одного из зданий можно найти обувь главной героини игры Mirror's Edge и, подойдя ближе, услышать её дыхание.
Вышло для premium-подписчиков 27 ноября 2012 года для консоли Playstation 3, и 4 декабря для ПК и Xbox 360, для остальных игроков — на две недели позже.

### End Game
Дополнение End Game («Конец игры») включает 4 новые карты: Kiasar Railroad (Железная дорога Киасара), Nebandan Flats (Небанданские равнины), Operation Riverside (Операция «Берег»), Sabalan Pipeline (Сабаланский трубопровод); новые транспортные средства, режим «Захват флага». Добавлен новый режим многопользовательской игры под названием Air Superiority («Воздушное превосходство»), и впервые представлена возможность высадки наземной техники с воздушного транспорта. Геймплей ориентирован на самый быстрый из всех, что до этого был в игре.
Вышло в марте 2013 года. Для premium-подписчиков: 5 марта для PlayStation 3, 12 марта для ПК и Xbox 360; для остальных игроков: 19 и 26 марта соответственно.

## Разработка
| Системные требования | Системные требования                                 | Системные требования                              |
| -------------------- | ---------------------------------------------------- | ------------------------------------------------- |
|                      | Минимальные                                          | Рекомендуемые                                     |
| Microsoft Windows    |                                                      |                                                   |
| ОС                   | Windows Vista (Service Pack 2) 32-bit                | Windows 7 64-bit                                  |
| ЦПУ                  | Intel Core 2 Duo 2.3 GHz или AMD Athlon X2 2.5 GHz   | четырёхъядерный процессор Intel или AMD quad-core |
| Объём ОЗУ            | 2 GB                                                 | 4 GB                                              |
| Видеокарта           | NVIDIA GeForce 8800 GT или ATi Radeon HD 3870 512 Mb | NVIDIA GeForce GTX 560 или AMD Radeon HD 6950     |
| Звуковая плата       | DirectX-совместимая                                  | DirectX-совместимая                               |

Игровой движок Frostbite 2, согласно заявлением разработчиков, является в большей степени полностью новым движком, не основанным на Frostbite 1.0 или Frostbite 1.5. По сведениям DICE, первая версия Frostbite не позволяла студии осуществить все свои задумки касательно Battlefield 3, поэтому одновременно с разработкой игр на Frostbite 1.0 была выделена отдельная команда, работающая над Frostbite 2.0. Согласно сообщению DICE в феврале 2011 года, в этот момент команда разработчиков Battlefield 3 только начинала осваивать технологические возможности Frostbite 2.0.
Frostbite 2.0 изначально создавался для работы с DirectX 11, однако DirectX 10 также поддерживается. DirectX 9 не поддерживается, поэтому операционная система Windows XP не подходит для игры. Наименьшей версией Microsoft Windows для игры является Windows Vista. Кроме этого, рекомендуется использование 64-разрядной операционной системы.
В Frostbite 2.0 присутствует очень технологичный для своего времени графический движок. Система освещения создана с использованием сторонней библиотеки Enlighten, которая предоставляет особый способ освещения radiosity, работающий в реальном времени. До этого Enlighten использовался в игре God of War 3. Кроме этого, графический движок активно использует DirectCompute — компонент DirectX 10 и DirectX 11. С помощью DirectCompute 5 (в составе DirectX 11) выполняется особый алгоритм сглаживания — «Morphological Anti-Aliasing». Также на DirectCompute основана особая техника отложенного освещения — «Tile-based deferred shading».
В качестве анимационного движка используется ANT, разработанный EA Tiburon (подразделение Electronic Arts, более известное под лейблом EA Sports). Разработчики EA DICE заявили, что при разработке движка Frostbite 2.0 они остались недовольны собственными итогами по анимации персонажей и решили использовать стороннее средство. После рассмотрения Havok и euphoria было решено остановиться на ANT.
Анимация модели солдата, преодолевающего препятствие в игре Battlefield 3, представляет собой слегка изменённую анимацию, использованную в игре Mirror's Edge.
В качестве физического движка, как и в предыдущих версиях Frostbite, используется Havok Physics производства одноимённой компании. Однако система разрушения окружающей среды «Destruction», основанная на Havok, была обновлена до третьей версии. Эта версия предоставляет ещё более масштабные и точные разрушения. Согласно DICE, в теории они могли бы при помощи «Destruction 3.0» смоделировать разрушение модели небоскрёба Бурдж-Халифа в центре Дубая.
Отдельное внимание разработчики уделили оружию и его поведению в бою. Создатели постарались воспроизвести поведение различных видов оружия наиболее близко к действительности: перезарядка, переносимость, траектория полёта пуль и даже зависимость скорости вылета пуль из ствола и их энергии от их калибра и длины ствола. Этому вопросу отдельно посвящена запись в официальном дневнике игры.
Количество дополнительных модулей для оружия и самого оружия в Battlefield 3 в 10 раз больше, чем в Battlefield 2.
В интервью журналу Игромания главный разработчик игры Патрик Бах пояснил появление сюжетной кампании изменившейся обстановкой на рынке компьютерных игр. Согласно его утверждению, игры, вообще не имеющие кампании, теперь продаются хуже, нежели раньше. В Battlefield 3 нельзя стрелять по гражданским лицам. Это было сделано умышленно, так как продюсер игры Патрик Бах (Patrick Bach) был уверен, что при наличии у игрока выбора между добрым делом и недобрым, он выберет последнее.
Позже выяснилось, что у игрока будет возможность стрелять в офицеров полиции — это необходимо было сделать для прохождения одной из миссий одиночной кампании игры, что указано в ESRB-рецензии на игру, получившую от организации рейтинг «M».
5 июля 2011 года сообщалось, что студия DICE не планирует выпускать инструменты для создания модификаций для игры. Это объяснялось тем, что новый движок Frostbite 2 является очень сложной разработкой с множеством тонкостей.

## История выпуска игры

### Рекламная кампания
Первая информация об игре Battlefield 3 появилась в начале октября 2007 года.
3 февраля 2011 года вышел первый тизер-трейлер игры, было официально анонсировано обычное и коллекционное издание игры.
Аналитик Майкл Пачтер оценил стоимость рекламной кампании игры в 45—50 млн долларов США.
С 5 по 9 октября 2011 года исполнитель хип-хопа Game проехал с выступлениями по городам США, рекламируя готовящуюся к выходу игру Battlefield 3.
В одном из трейлеров игры, а также в процессе самой игры, используется композиция в исполнении артиста Jay Z (99 problems).
На стенде игры Battlefield 3 на выставке gamescom, проходившей в августе 2011 года, был выставлен настоящий истребитель МиГ-21.
8 августа 2011 года было объявлено, что версия игры для PC не будет распространяться через платформу Steam из-за правил сервиса. По мнению Electronic Arts, они ограничивают разработчиков от достойной поддержки игры после запуска (общение с пользователями, выпуск патчей и DLC). Игра будет распространяться через другие сервисы цифровой дистрибуции, в том числе через собственный сервис EA - Origin. Тем не менее, в июне 2020 года Battlefield 3 вместе с другими частями серии вышли в Steam.

### Уникальное содержимое для Playstation 3
В июне 2011 года на выставке E3 2011 представители Sony заявили, что для приставки PlayStation 3 на диске вместе с игрой Battlefield 3 будет бесплатно поставляться Battlefield 1943.В день поступления игры в продажу игроки обнаружили, что обещанной копии игры Battlefield 1943 нет на диске. На многочисленные вопросы в связи с этим, ответом стал пост в официальном Twitter-аккаунте серии Battlefield: «Вместо игры Battlefield 1943 пользователям PlayStation 3 будет предоставляться доступ ко всем дополнениям Battlefield 3 раньше, чем всем остальным».Во второй половине ноября 2011 года адвокатская контора Edelson McGuire от имени пользователей подала в суд на Electronic Arts за несдержанное обещание.Electronic Arts среагировала через несколько дней, сообщив, что все игроки, купившие версию игры для PlayStation 3, получат обещанную копию Battlefield 1943.

### Бета-версия
20 июля 2011 года всем владельцам первого издания игры Medal of Honor были разосланы электронные письма о предоставлении доступа к закрытому бета-тестированию Battlefield 3. 29 сентября 2011 года бета-версии Battlefield 3 без ограничений становится доступна для всех платформ. Доступна одна карта Paris Métro с одним режимом игры Rush.

### Limited Edition
Выходило издание Limited edition, его получили также все, кто сделал предзаказ и купил Battlefield 3. В него входило дополнение «Возвращение в Карканд» (Back to Karkand), включающее в себя портированные из Battlefield 2 четыре лучшие карты, оружие и средства передвижения, переработанные под новый движок. В игровом мире присутствовала частичная разрушаемость окружения.
23 мая 2011 года был объявлен дополнительный набор под названием Physical Warfare Pack, который бесплатно получили все предзаказавшие игру Battlefield 3 в сетях GAME и GameStation. Набор включал в себя карты «Возвращение в Карканд» (англ. Back to Karkand), и дополнительное оружие: единый пулемёт Type 88, СКС с пламегасителем, специальные патроны для дробовика DAO-12 (Armsel Stiker).
16 июня 2011 года, из-за скандала с игроками по поводу нарушения баланса игры этим набором, представители студии DICE заявили, что Physical Warfare Pack будет бесплатным и для тех, кто не оформлял предзаказ на игру.

### Продажи
Игра Battlefield 3 вышла в продажу на территории США 25 октября 2011 года. В этот день Electronic Arts объявила, что количество предзаказов на игру перешагнуло порог в 3 млн копий.
Спустя два дня после запуска продаж, генеральный директор EA Джон Риккителло объявил на конференции инвесторов, что Battlefield 3 уже имеет 10 миллионов отправленных копий в течение недели после выпуска, причём 3 миллиона из них являются предварительными заказами.
В честь старта продаж в Англии Electronic Arts устроила своеобразный парад в центре Лондона — настоящая военная техника с колпаком такси с надписью TANKSI и рекламой игры проехала по центру столицы. В первую неделю после выхода игра Battlefield 3 заняла первое место по продажам в Англии.
Позже 31 октября 2011 года объявлено, что за первую неделю игра продалась общим тиражом более чем в 5 миллионов копий, что является рекордным результатом продаж для Electronic Arts и позволило Battlefield 3 стать самой быстрораскупаемой игрой за всю историю EA.
30 ноября 2011 года представитель Electronic Arts заявил, что на данный момент с начала продаж игры было продано 8 млн копий, а также было отправлено 12 миллионов копий игры розничным торговцам, что на 2 миллиона больше, чем было отправлено на стартовой недели.
29 июня 2012 года количество проданных копий игры достигло отметки в 15 миллионов.
В Японии было продано около 123 379 копий для PlayStation 3 и 27 723 копий для Xbox 360, когда Battlefield 3 был выпущен.
В первую неделю было продано 18 792 экземпляров для PlayStation 3, а в общей сложности 142 171 экземпляра.
Впоследствии версия PlayStation 3 имеет 8 094 экземпляра на общую сумму 150 265 экземпляров.

### Маркетинг после релиза игры
По данным на 27 июля 2012 года Electronic Arts потратила 2,75 млн долларов США на рекламу игры Battlefield 3 в социальной сети Facebook. Из данной рекламной кампании издатель выручил в итоге 12,1 млн долларов, что составило 440 % от затраченных средств.
В конце августа 2012 года DICE поставила задание игрокам — распространять информацию о готовящемся включении получения двойного опыта в Battlefield 3 путём ретвита соответствующего сообщения в Twitter. Каждые 500 ретвитов добавляли 12 часов к длительности акции, всего игрокам было дано 48 часов на выполнение задания.
В итоге игрокам удалось добиться включения двойного опыта на 156 часов.
27 сентября 2012 года во время празднования годовщины серии Battlefield DICE объявила о начале конкурса в честь легендарной карты Wake Island. Участие принимали все три поддерживаемые игрой платформы. Всем игрокам на той платформе, сообщество которой первой проведёт 19 420 раундов на вышеуказанной карте, в качестве награды был обещан эксклюзивный жетон. Так как это первый подобный конкурс, то DICE наградит игроков на всех платформах.
Первыми цели достигли игроки на консоли Playstation 3.
Более чем через год после выпуска игры на серверы Electronic Arts, предназначенные для оценки востребованности игры, поступало более 1 ТБ данных в день, регистрирующих порядка 50 телеметрических событий, вызванных действиями пользователей во всех сетевых матчах Battlefield 3.

## Отзывы и награды
| Сводный рейтинг       | Сводный рейтинг                           |
| Агрегатор             | Оценка                                    |
| --------------------- | ----------------------------------------- |
| GameRankings          | (ПК) 86,82 % (X360) 85,01 % (PS3) 84,71 % |
| Metacritic            | (PC) 89/100 (X360) 84/100 (PS3) 85/100    |
| Иноязычные издания    |                                           |
| Издание               | Оценка                                    |
| 1UP.com               | B+                                        |
| Eurogamer             | 8/10                                      |
| GameRevolution        | [ 98 ]                                    |
| GameSpot              | 8,5/10                                    |
| GameSpy               | [ 102 ]                                   |
| GamesRadar+           | [ 103 ]                                   |
| GameZone              | 9/10                                      |
| Giant Bomb            | [ 105 ]                                   |
| IGN                   | 9/10                                      |
| Joystiq               | [ 108 ]                                   |
| VideoGamer            | 8/10                                      |
| Русскоязычные издания |                                           |
| Издание               | Оценка                                    |
| 3DNews                | 8 /10                                     |
| Absolute Games        | 82 %                                      |
| Gameplay              | [ 112 ]                                   |
| PlayGround.ru         | 9/10                                      |
| «Игромания»           | 8,5/10                                    |
| «Канобу»              | 9/10                                      |

| Сводный рейтинг       | Сводный рейтинг            |
| Агрегатор             | Оценка                     |
| --------------------- | -------------------------- |
| GameRankings          | (PC) 88,00 % (PS3) 84,00 % |
| Metacritic            | (PC) 87/100 (PS3) 79/100   |
| Иноязычные издания    |                            |
| Издание               | Оценка                     |
| Eurogamer             | 8/10                       |
| GameSpy               | [ 121 ]                    |
| VideoGamer            | 8/10                       |
| Русскоязычные издания |                            |
| Издание               | Оценка                     |
| Absolute Games        | 80 %                       |

| Сводный рейтинг       | Сводный рейтинг                           |
| Агрегатор             | Оценка                                    |
| --------------------- | ----------------------------------------- |
| GameRankings          | (PC) 82,50 % (PS3) 72,50 % (X360) 80,00 % |
| Metacritic            | (PC) 85/100 (PS3) 68/100                  |
| Иноязычные издания    |                                           |
| Издание               | Оценка                                    |
| Eurogamer             | 6/10                                      |
| VideoGamer            | 8/10                                      |
| Русскоязычные издания |                                           |
| Издание               | Оценка                                    |
| Riot Pixels           | 90/100                                    |
| «Канобу»              | 8,5/10                                    |

| Сводный рейтинг       | Сводный рейтинг                           |
| Агрегатор             | Оценка                                    |
| --------------------- | ----------------------------------------- |
| GameRankings          | (PC) 84,00 % (PS3) 90,00 % (X360) 80,00 % |
| Metacritic            | (PC) 78/100 (PS3) 86/100                  |
| Иноязычные издания    |                                           |
| Издание               | Оценка                                    |
| Eurogamer             | 9/10                                      |
| Русскоязычные издания |                                           |
| Издание               | Оценка                                    |
| PlayGround.ru         | 8,8/10                                    |
| Riot Pixels           | 70 %                                      |
| «Игромания»           | 9/10                                      |
| «Игры Mail.ru»        | 9/10                                      |
| «Канобу»              | 8/10                                      |

Оценки ПК-версии
Версия игры для ПК в основном получила очень высокие оценки и крайне положительные отзывы журналистов.
Например, ресурс IGN поставил игре оценку 9 / 10. В качестве плюсов выделив графику, звук, и эффект «подсаживания» на игру. А среди минусов: фокус на многопользовательскую игру, что для тех, кто не играет по сети, несколько смазывает впечатление от игры и, что в одиночной кампании события слабо вяжутся с реальностью.
Портал Joystiq поставил игре 4.5 / 5. Также, не имея никаких претензий к многопользовательской игре, назвал одиночную кампанию шагом назад по сравнению с тем, что было представлено в игре Battlefield Bad Company 2. Основными проблемами названы: не продвинутый AI, линейность кампании, однообразность, более простое строение уровней, неясность полученных заданий (что особенно ясно видно в кооперативном режиме). Отмечен сервис BattleLog, предоставляющий большое количество данных из многопользовательских боёв игрока.
GameSpot поставил игре оценку 8.5 из 10 на всех платформах. Веб-сайт похвалил насыщенный многопользовательский режим, большое разнообразие техники, множество хорошо продуманных окружений и отличную систему поощрений за командную игру; однако критике подверглась кампания игры, за то, что она «скучная и разочаровывающая» и использует «знакомую формулу». Кооперативный режим был воспринят благоприятно.
Оценки консольной версии
В день поступления игры в продажу начали появляться обзоры консольных версий игры Battlefield 3.
Оценки в большинстве своём были ниже, чем у версии для ПК, но однозначно выше среднего.
Ресурс 1UP выставил игре оценку «B+». И назвал консольные версии совершенно другими играми, по сравнению с ПК-версией, в плане геймплея (на консолях игра идёт несколько медленнее, чем на PC). Отмечено, что изменение карт для размещения меньшего количества игроков в версиях для консолей (24 на консолях против 64 на PC) произведено очень качественно, но всё равно меняет впечатление от многопользовательской игры. Мультиплеер признан уникальным и не имеющим аналогов в других шутерах, присутствующих на рынке на то время. Одиночная кампания не рассматривалась, так как оценка ей уже была поставлена в обзоре версии для персональных компьютеров. Графика также получила высокие оценки, хотя и были замечены многочисленные мелкие недоделки и ошибки, но в общем они не сильно портят общую картину.
Ресурс Eurogamer поставил игре 8 / 10. Отметив в качестве минусов: одиночную кампанию, кооперативный режим, в котором всего 6 карт для совместной игры (против 23 в Call of Duty: Modern Warfare 2) и где нельзя играть на одной приставке, а только по сети, огромное количество скриптов, в ходе отработки которых игрок просто наблюдает за действиями на экране и ничего не может сделать сам, враги, появляющиеся каждый раз в одних и тех же местах при повторных прохождениях миссий. В плюсах, как и ожидалось, находится: многопользовательская игра, система прокачки персонажа и оружия, разнообразие техники, которую можно использовать: танки, самолёты, вертолёты и другое. Отмечено, что, вступив в открытое соперничество с играми серии Call of Duty, студия DICE не стала делать многопользовательский режим похожим на тот, что игроки видели в играх Call of Duty, а взяла полюбившийся всем геймплей из своих прошлых игр и отточила его ещё больше, сделав лучше (например, вернулась возможность ложиться на землю, которая раньше была убрана из игр серии Battlefield).
Реакция
Сцена, в которой игроку предлагается убить нападающую на героя крысу, была подвергнута критике со стороны организации Люди за этическое обращение с животными (PETA). В пресс-релизе, опубликованном немецким офисом организации, было высказано, что в игре «животные подвергаются садистскими действиями». В публикации также говорилось, что сцена может иметь «жестокий эффект для молодой целевой аудитории».
Репродукция различных мест действия в Battlefield 3 очень похожа на реальные объекты, как, например, Большой базар в Тегеране. Иран отреагировал на эти моменты и запретил продажу игры.
Другой причиной запрета послужило то, что игра не была официально выпущена в Иране, и власти строго соблюдали меры по предотвращению распространения пиратских копий игры. Это произошло после того, как множество иранских геймеров, возмущённых сюжетом игры, подписали петицию, призывая издателей игры к извинениям.
Общие оценки и награды
Журнал «Игромания» назвал Battlefield 3 лучшим шутером 2011 года.
На церемонии вручения наград 2011 Paris Games Week award игра Battlefield 3 выиграла звание лучшего шутера года, поделив первое место с игрой Call of Duty: Modern Warfare 3.
17 марта 2012 года на церемонии вручения премии BAFTA GAME British Academy Video Games Awards игра Battlefield 3 победила в следующих номинациях:
- лучшее звуковое оформление;
- лучшая многопользовательская игра (победитель определялся голосованием пользователей/зрителей).

IGN присвоила Battlefield 3 восемь наград:
- Лучший шутер, 2011 IGN People’s Choice Award[151]
- Лучшая мультиплеерная игра, 2011 IGN People’s Choice Award[152]
- Лучший шутер на Xbox 360, Best of 2011 IGN Award & 2011 IGN People’s Choice Award[153]
- Лучшая мультиплеерная игра на Xbox 360, Best of 2011 IGN Award & 2011 IGN People’s Choice Award[154]
- Лучший шутер на PS3, 2011 IGN People’s Choice Award[155]
- Лучшая мультиплеерная игра на PS3, Best of 2011 IGN Award & 2011 IGN People’s Choice Award[156]
- Лучший шутер на ПК, Best of 2011 IGN Award & 2011 IGN People’s Choice Award[157]
- Лучшая мультиплеерная игра на ПК, Best of 2011 IGN Award & 2011 IGN People’s Choice Award[158]

Обозреватель Kotaku Брайан Эшкрафт назвал игру невероятно реалистичной, хотя и не лишённой неточностей. В частности, модель ПЗРК «Стингер» из игры Battlefield 3, использованная в видеоматериале информационного агентства «ЛНР сегодня» как доказательство поставок американского оружия на Украину, содержала ошибки в надписях, что позволило изобличить подделку.

## Роман
В день продаж игры 25 октября 2011 года также вышел роман «Battlefield 3: Русский» (Battlefield 3: The Russian), написанный по мотивам игры. Его автором является Энди МакНаб (Andy McNab) — бывший участник SAS и консультант по военной тактике разработчиков игры и Питер Гримсдейл. Главным героем романа выступает агент ГРУ Дмитрий Маяковский, являющийся одним из двух главных героев одиночной кампании игры. В России в 2012 году книга выпущена издательством Азбука.